# Robert Gerwarth
Robert Gerwarth (ur. 12 lutego 1976) – niemiecki historyk, nauczyciel akademicki i pisarz.

## Życiorys
Studiował w Berlinie na Uniwersytecie Humboldtów, na Oksfordzie obronił doktorat. Wykładał m.in. na Harvardzie, w Princeton, Paryżu i Florencji. Jest profesorem historii najnowszej w University College w Dublinie oraz dyrektorem tamtejszego Centrum Badań nad Wojną. Wydał książki The Bismarck Myth (2005), Hitler’s Hangman. The Life of Heydrich (2011), The Vanquished. Why the First World War Failed to End, 1917–1923 (2016).

## Książki przetłumaczone na język polski
- Kat Hitlera, ISBN 978-83-6362-109-4, 2011
- Pokonani. Dlaczego pierwsza wojna światowa się nie zakończyła (1917-1923), ISBN 978-83-8062-211-1, 2017
- Waffen SS (współautorzy: Jochen Böhler i Jacek Młynarczyk), ISBN 978-83-2405-494-7, 2019